# رابرت نیوئارد
رابرت نیوئارد (انگلیسی: Robert Newhard; ۲۸ آوریل ۱۸۸۴ – ۲۰ مهٔ ۱۹۴۵) فیلم‌بردار اهل ایالات متحده آمریکا بود.

## فیلم‌شناسی
- تمدن
- خوشی
- گوژپشت نتردام